# Roguina defecta
Roguina defecta är en insektsart som beskrevs av Young 1986. Roguina defecta ingår i släktet Roguina och familjen dvärgstritar. Inga underarter finns listade i Catalogue of Life.